# Dolichopus nubilus
Dolichopus nubilus är en tvåvingeart som beskrevs av Johann Wilhelm Meigen 1824. Dolichopus nubilus ingår i släktet Dolichopus, och familjen styltflugor. Arten är reproducerande i Sverige.